# William Cavendish, marchese di Hartington
William Cavendish, marchese di Hartington (Chatsworth, 10 dicembre 1917 – Bruxelles, 10 settembre 1944), è stato un nobile britannico.

## Biografia

### Infanzia
William John Robert Cavendish, marchese di Hartington era il figlio maggiore di Edward Cavendish, X duca di Devonshire e Mary Cavendish, duchessa del Devonshire.

### Carriera
William era un membro del partito conservatore. Rimase come il candidato ufficiale della coalizione in tempo di guerra il 18 febbraio 1944. Fu sconfitto dalla Independent Charles White, che aveva rassegnato le dimissioni dal Partito Laburista per sfidare Hartington in violazione della tregua della Coalizione Wartime sulla campagna partigiana.

### Matrimonio
William si sposò il 6 maggio 1944 presso l'Ufficio Anagrafe di Chelsea Town Hall Road King a Londra, con Kathleen Agnes Kennedy, figlia dell'ex ambasciatore degli Stati Uniti in Gran Bretagna Joseph Patrick Kennedy e di Rose Kennedy, nonché sorella di John Fitzgerald Kennedy.

### Morte e successione
Quattro mesi dopo il matrimonio, il 10 settembre 1944, William fu ucciso da un cecchino in Belgio, mentre prestava servizio durante la seconda guerra mondiale nella Coldstream Guards. La sua compagnia stava cercando di prendere la città di Heppen, che era nella morsa delle truppe tedesche.
Nelle settimane prima di morire, in servizio nella divisione corazzata guardie, si era impegnato in pesanti combattimenti nel nord della Francia. All'inizio di settembre 1944, la sua divisione era diretta verso Bruxelles, dove la sua unità fu una delle prime a liberare la città.
Il suo posto in ordine di successione è stato preso da suo fratello minore, Andrew.

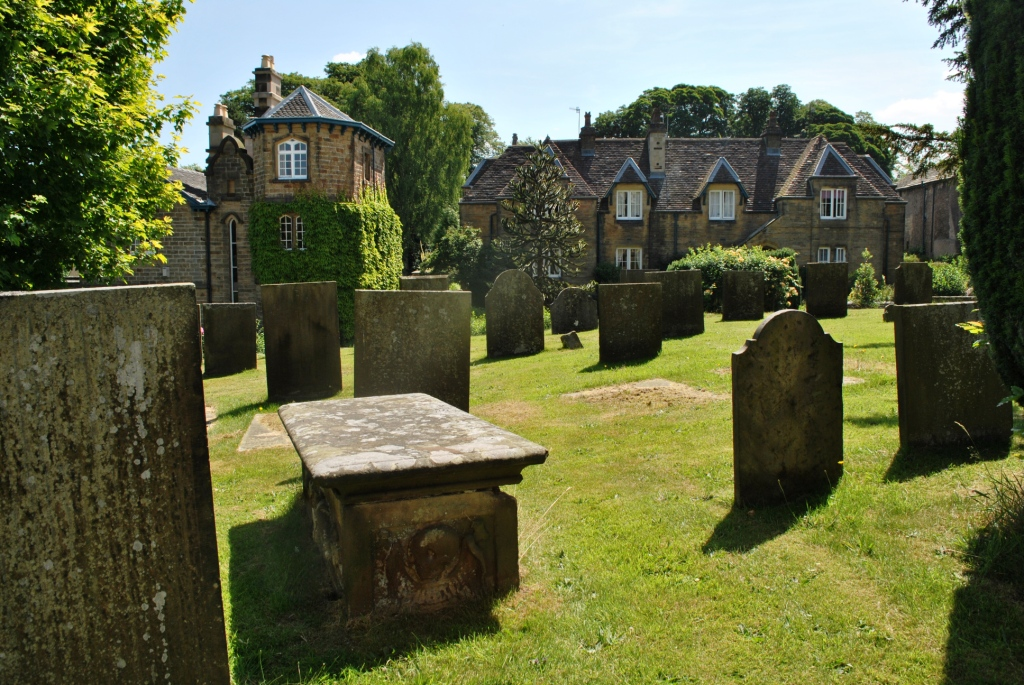
Il cimitero della Chiesa di San Pietro a Edensor, Derbyshire.

È sepolto nell'appezzamento della famiglia Cavendish nella Saint Peter's Church a Edensor in Inghilterra nei pressi di Chatsworth nel Derbyshire. Il ginnasio al Manhattanville College è stato chiamato in suo onore.

## Ascendenza
|                                                   |                                                      |                                                      | Genitori                                              |  |  | Nonni |  |  | Bisnonni            |  |  | Trisnonni                                     |  |
|                                                   |                                                      |                                                      |                                                       |  |  |       |  |  | 8. Edward Cavendish |  |  | 16. William Cavendish, VII duca di Devonshire |  |
|                                                   |                                                      |                                                      |                                                       |  |  |       |  |  | 8. Edward Cavendish |  |  | 16. William Cavendish, VII duca di Devonshire |  |
|                                                   |                                                      | 17. Blanche Howard                                   |                                                       |  |  |       |  |  | 8. Edward Cavendish |  |  |                                               |  |
| 4. Victor Cavendish, IX duca di Devonshire        |                                                      |                                                      |                                                       |  |  |       |  |  | 8. Edward Cavendish |  |  |                                               |  |
|                                                   |                                                      | 9. Emma Lascelles                                    | 18. William Lascelles                                 |  |  |       |  |  |                     |  |  |                                               |  |
|                                                   |                                                      | 9. Emma Lascelles                                    | 18. William Lascelles                                 |  |  |       |  |  |                     |  |  |                                               |  |
|                                                   |                                                      | 9. Emma Lascelles                                    | 19. Caroline Georgiana Howard                         |  |  |       |  |  |                     |  |  |                                               |  |
| 2. Edward Cavendish, X duca di Devonshire         |                                                      | 9. Emma Lascelles                                    |                                                       |  |  |       |  |  |                     |  |  |                                               |  |
|                                                   |                                                      | 10. Henry Petty-Fitzmaurice, V marchese di Lansdowne | 20. Henry Petty-FitzMaurice, IV marchese di Lansdowne |  |  |       |  |  |                     |  |  |                                               |  |
|                                                   |                                                      | 10. Henry Petty-Fitzmaurice, V marchese di Lansdowne | 20. Henry Petty-FitzMaurice, IV marchese di Lansdowne |  |  |       |  |  |                     |  |  |                                               |  |
|                                                   |                                                      | 10. Henry Petty-Fitzmaurice, V marchese di Lansdowne | 21. Emily Petty-FitzMaurice, marchesa di Lansdowne    |  |  |       |  |  |                     |  |  |                                               |  |
| 5. Evelyn FitzMaurice                             |                                                      | 10. Henry Petty-Fitzmaurice, V marchese di Lansdowne |                                                       |  |  |       |  |  |                     |  |  |                                               |  |
|                                                   |                                                      | 11. Maud Hamilton                                    | 22. James Hamilton, I duca di Abercorn                |  |  |       |  |  |                     |  |  |                                               |  |
|                                                   |                                                      | 11. Maud Hamilton                                    | 22. James Hamilton, I duca di Abercorn                |  |  |       |  |  |                     |  |  |                                               |  |
|                                                   |                                                      | 11. Maud Hamilton                                    | 23. Louisa Jane Russell                               |  |  |       |  |  |                     |  |  |                                               |  |
| 1. William Cavendish, marchese di Hartington      |                                                      | 11. Maud Hamilton                                    |                                                       |  |  |       |  |  |                     |  |  |                                               |  |
|                                                   | 12. Robert Gascoyne-Cecil, III marchese di Salisbury | 24. James Gascoyne-Cecil, II marchese di Salisbury   |                                                       |  |  |       |  |  |                     |  |  |                                               |  |
|                                                   | 12. Robert Gascoyne-Cecil, III marchese di Salisbury | 24. James Gascoyne-Cecil, II marchese di Salisbury   |                                                       |  |  |       |  |  |                     |  |  |                                               |  |
|                                                   | 12. Robert Gascoyne-Cecil, III marchese di Salisbury | 25. Frances Mary Gascoyne                            |                                                       |  |  |       |  |  |                     |  |  |                                               |  |
| 6. James Gascoyne-Cecil, IV marchese di Salisbury | 12. Robert Gascoyne-Cecil, III marchese di Salisbury |                                                      |                                                       |  |  |       |  |  |                     |  |  |                                               |  |
|                                                   |                                                      | 13. Georgina Alderson                                | 26. Edward Alderson                                   |  |  |       |  |  |                     |  |  |                                               |  |
|                                                   |                                                      | 13. Georgina Alderson                                | 26. Edward Alderson                                   |  |  |       |  |  |                     |  |  |                                               |  |
|                                                   |                                                      | 13. Georgina Alderson                                | 27. Georgina Drewe                                    |  |  |       |  |  |                     |  |  |                                               |  |
| 3. Mary Alice Gascoyne-Cecil                      |                                                      | 13. Georgina Alderson                                |                                                       |  |  |       |  |  |                     |  |  |                                               |  |
|                                                   |                                                      | 14. Arthur Gore, V conte di Arran                    | 28. Philip Gore, IV conte di Arran                    |  |  |       |  |  |                     |  |  |                                               |  |
|                                                   |                                                      | 14. Arthur Gore, V conte di Arran                    | 28. Philip Gore, IV conte di Arran                    |  |  |       |  |  |                     |  |  |                                               |  |
|                                                   |                                                      | 14. Arthur Gore, V conte di Arran                    | 29. Elizabeth Marianne Napier                         |  |  |       |  |  |                     |  |  |                                               |  |
| 7. Cicely Gore                                    |                                                      | 14. Arthur Gore, V conte di Arran                    |                                                       |  |  |       |  |  |                     |  |  |                                               |  |
|                                                   |                                                      | 15. Edith Jocelyn                                    | 30. Robert Jocelyn, visconte Jocelyn                  |  |  |       |  |  |                     |  |  |                                               |  |
|                                                   |                                                      | 15. Edith Jocelyn                                    | 30. Robert Jocelyn, visconte Jocelyn                  |  |  |       |  |  |                     |  |  |                                               |  |
|                                                   |                                                      | 15. Edith Jocelyn                                    | 31. Frances Cowper                                    |  |  |       |  |  |                     |  |  |                                               |  |
|                                                   |                                                      | 15. Edith Jocelyn                                    |                                                       |  |  |       |  |  |                     |  |  |                                               |  |